# Fernando Viana (futebolista)
Fernando Viana Jardim Silva (Brasília, 20 de fevereiro de 1992), mais conhecido como Fernando Viana, é um futebolista brasileiro que joga como atacante. Atualmente, está sem clube.

## Carreira
Chegou às categorias de base do Atlético Mineiro em 2007, com 13 anos e permaneceu da categoria Infantil até os Juniores do clube. Em 2012, rescindiu contrato com o Galo, pois soube que não seria aproveitado no elenco profissional. Então, assinou contrato com o Joinville para terminar seu último ano de juniores. Se destacou no Campeonato Catarinense Sub-20 de 2012, sendo artilheiro da competição e foi promovido aos profissionais. 
Em 2013, não teve muitas oportunidades, chegou a treinar separado e estar fora dos planos do time. Porém, recebeu nova oportunidade e se consolidou na equipe, marcando um gol na série B e sendo artilheiro da Copa Santa Catarina.
No início de 2014, teve uma infecção grave na perna que o afastou dos gramados, e com a chegada de Jael, amargou o banco de reservas. Em sua passagem pelo JEC, totalizou 89 partidas e 18 gols marcados.
Em 2015, foi emprestado ao Paraná para a disputa da Série B daquele ano. Porém, após a lesão do atacante Ricardo Bueno, o Joinville solicitou o retorno do jogador.
Em 2016, foi emprestado ao Ituano para a disputa do Paulistão.
Em 2017, assinou contrato com o PFC Botev Plovdiv da Bulgária. Estreou em 18 de fevereiro ao garantir a vitória por 1–0 sobre o FC Lokomotiv Gorna Oryahovitsa.
Em 6 de março, ele marcou duas vezes para a vitória em casa por 2–0 no derby com Profesionalen Futbolen Klub Beroe.
Fernando Viana se tornou ídolo na equipe do PFC Botev Plovdiv, atuando em 35 jogos e marcando 16 gols. Conquistou a Copa da Bulgária e a Supercopa da Bulgária.
Em 10 de janeiro de 2018, foi contratado pelo Al Dhafra. Lá, atuou em 12 jogos.
Ainda em 2018, foi contrato pelo Suwon FC no início do segundo semestre e permaneceu até dezembro, marcando 6 gols em 13 jogos.

### Guarani
Em 2 de janeiro de 2019 assinou contrato com o Guarani por uma temporada.

## Títulos

### Categorias de Base
Joinville
- Campeonato Catarinense de Futebol Júnior: 2012

### Profissional
Joinville
- Campeonato Brasileiro de Futebol - Série B: 2014

PFC Botev Plovdiv
- Copa da Bulgária: 2016-2017
- Supercopa da Bulgária: 2017